# Ángel Zárraga
Ángel Zárraga y Argüelles (Durango, 16 agosto 1886 – Cuernavaca, 22 settembre 1946) è stato un pittore messicano.
È poco noto nel suo paese malgrado il suo talento e la sua importanza, dato che visse la maggior parte della sua vita in Europa. Si dilettò anche nel cubismo e nel muralismo anche se lo si identifica principalmente con il realismo simbolico. Fu uno dei membri fondatori dell'organizzazione culturale El Ateneo de la Juventud.

## Biografia

La firma di Ángel Zárraga.

Ángel Zárraga nacque in una famiglia benestante della provincia messicana. Suo padre, Fernando Zárraga, era un medico, e sua madre era Guadalupe Argüelles. Seguì la scuola primaria nella sede della Normal de Maestros, nella Città del Messico, dove si stabilì tutta la famiglia per non tornare più a Durango. Finì la scuola media superiore nella scuola nazionale preparatoria di Sant'Ildefonso, sempre nella Città del Messico. Fin da giovane disegnava e faceva ritratti e caricature, oltre a coltivare la poesia. I suoi versi e disegni furono pubblicati per la prima volta nella Revista Moderna tra il 1902 e il 1903.
Iniziò la carriera artistica alla scuola nazionale di belle arti (ENBA), dove fece amicizia con Diego Rivera. Nel 1904 partì per la Francia, dove entrò alla scuola di belle arti di Parigi. Nel vecchio continente conobbe l'impressionismo, che, seppur lo rispettava, andava contro l'educazione tradizionale che aveva ricevuto in Messico. "Non essendo d'accordo con quello che si insegnava nella scuola di belle arti di Parigi decise di studiare nell'accademia reale di Brusselle, e in seguito si installò in Spagna (Toledo, Segovia, Zamarramala e Illescas), che per lui presentava una modernità meno aggressiva."
Nel 1906 espose per la prima volta a una mostra collettiva nel museo del Prado di Madrid. Lo stesso anno, Justo Sierra, allora il segretario dell'istruzione pubblica e delle belle arti del regime di Porfirio Díaz, gli procurò una pensione di 350 franchi mensili affinché egli continuasse la sua preparazione in Europa.

### Prima mostra

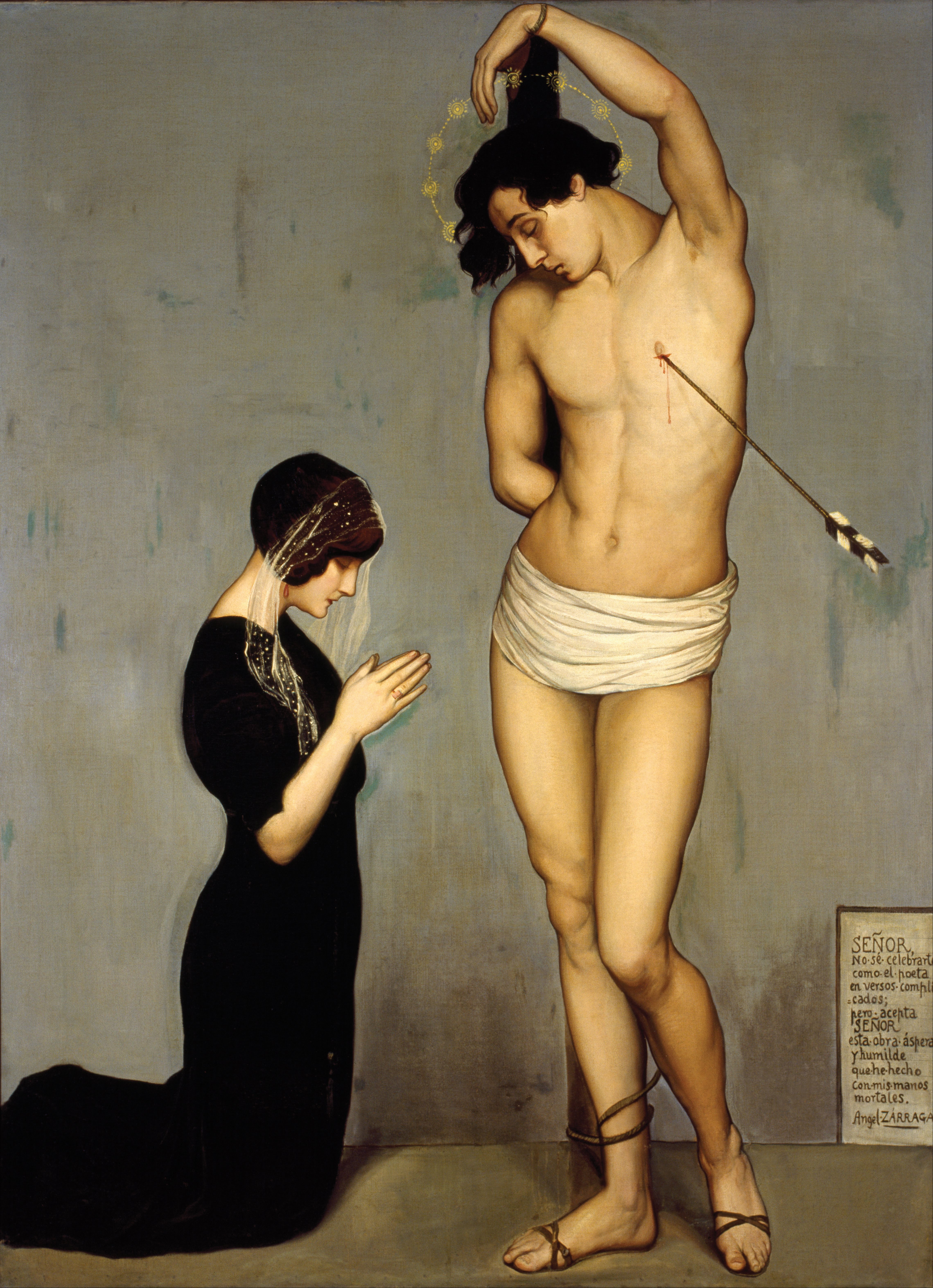
Ex voto per San Sebastiano, 1910 circa

Il 6 novembre del 1907 organizzò la sua prima mostra in Messico, alla ENBA. La mostra comprendeva venti quadri realizzati in Spagna e cinque realizzati in Messico. Al suo ritorno in Europa nel gennaio del 1908, scrisse delle cronache per il quotidiano madrileno El liberal.
Continuò a esporre le sue opere in varie città europee come Parigi, Nantes, Venezia e Liegi, tra il 1909 e il 1910 (La ballerina nuda venne esposta in Italia nel 1909). Alla fine dello stesso anno, la sua seconda mostra in Messico viene inaugurata da suo padre, Justo Sierra e Antonio Rivas Mercado. Al suo ritorno nel vecchio continente, si installa definitivamente a Parigi per 35 anni.
Nel 1911 partecipa al Salone d'Autunno con le sue opere Ex voto per San Sebastiano e Il dono (La dádiva). La prima potrebbe essere stata dipinta nel 1910.

### Il Salone d'Autunno
Nel 1919, all'età di 28 anni, viene selezionato dal consiglio direttivo del Salone d'Autunno della capitale francese, in qualità di membro della giuria qualificata. Nel 1917 gli sono commissionate le scenografie dell'opera Antonio e Cleopatra di William Shakespeare, messa in scena al teatro Antoine di Parigi. Questa è, per quanto si sa, la sua unica incursione nel mondo della scenografia.

### Dal cubismo al muralismo
Tra il 1914 e il 1917 egli si avventurò nel cubismo per poi allontanarsi da esso tra il 1918 e il 1919, ritornando al ritratto in stile più realistico. Tuttavia, nel 1921 la sua fase cubista fu al centro di una mostra personale fortunata, la quale comprendeva dei quadri che, per la maggior parte, erano già in possesso dei collezionisti. Nonostante i suoi successi in stili e tematiche diversi, lo stesso artista racconta nei suoi scritti che la sua "salvezza" finanziaria e spirituale furono le opere dedicate al tema religioso e ai temi sportivi (soprattutto il calcio, del quale era un appassionato); la plasticità dello sport alla fine lo portò al muralismo. In questa ultima disciplina, si può evidenziare l'opera che realizza, ad affresco e con l'encausto, tra il 1921 e il 1926 nel castello di Vert-Cœur a Chevreuse, vicino a Versailles e alla città universitaria internazionale di Parigi; decorò anche l'ambasciata messicana a Parigi, dove espose anche al salone d'Autunno così come a Nuova York.

### Ultimi anni
A causa del crollo del mercato internazionale dell'arte, Zárraga perse i suoi mecenati e cadde in depressione. Durante la seconda guerra mondiale tornò in Messico nel 1941, dove dipinse dei dipinti murali nel Club de Banqueros e nella cattedrale di Monterrey. In seguito morì di polmonite nel 1946. Un museo di arte contemporanea nella città di Durango porta il suo nome.

## Galleria d'immagini

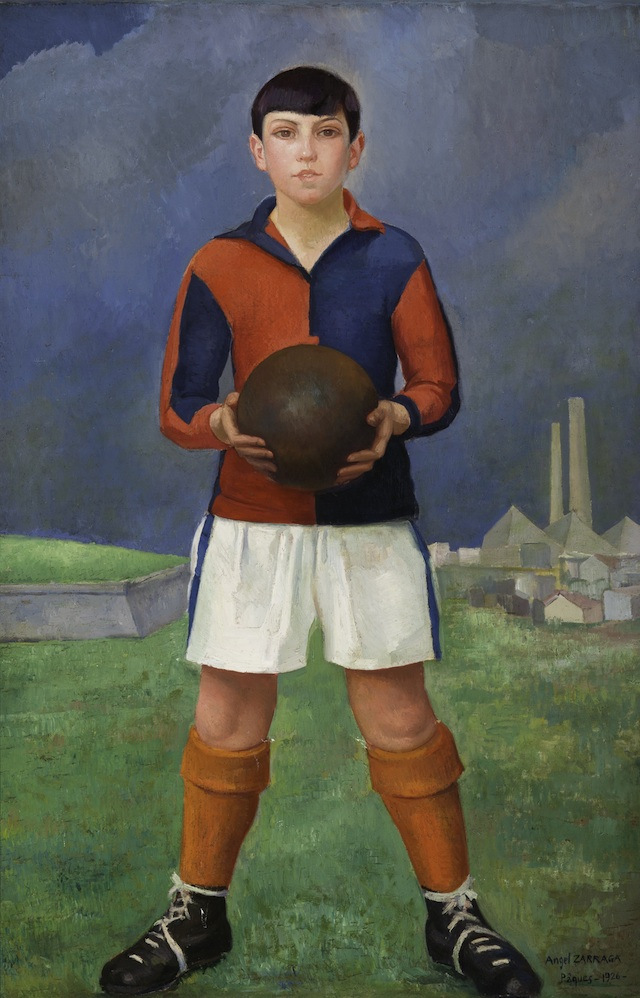
Giovane calciatore, 1926
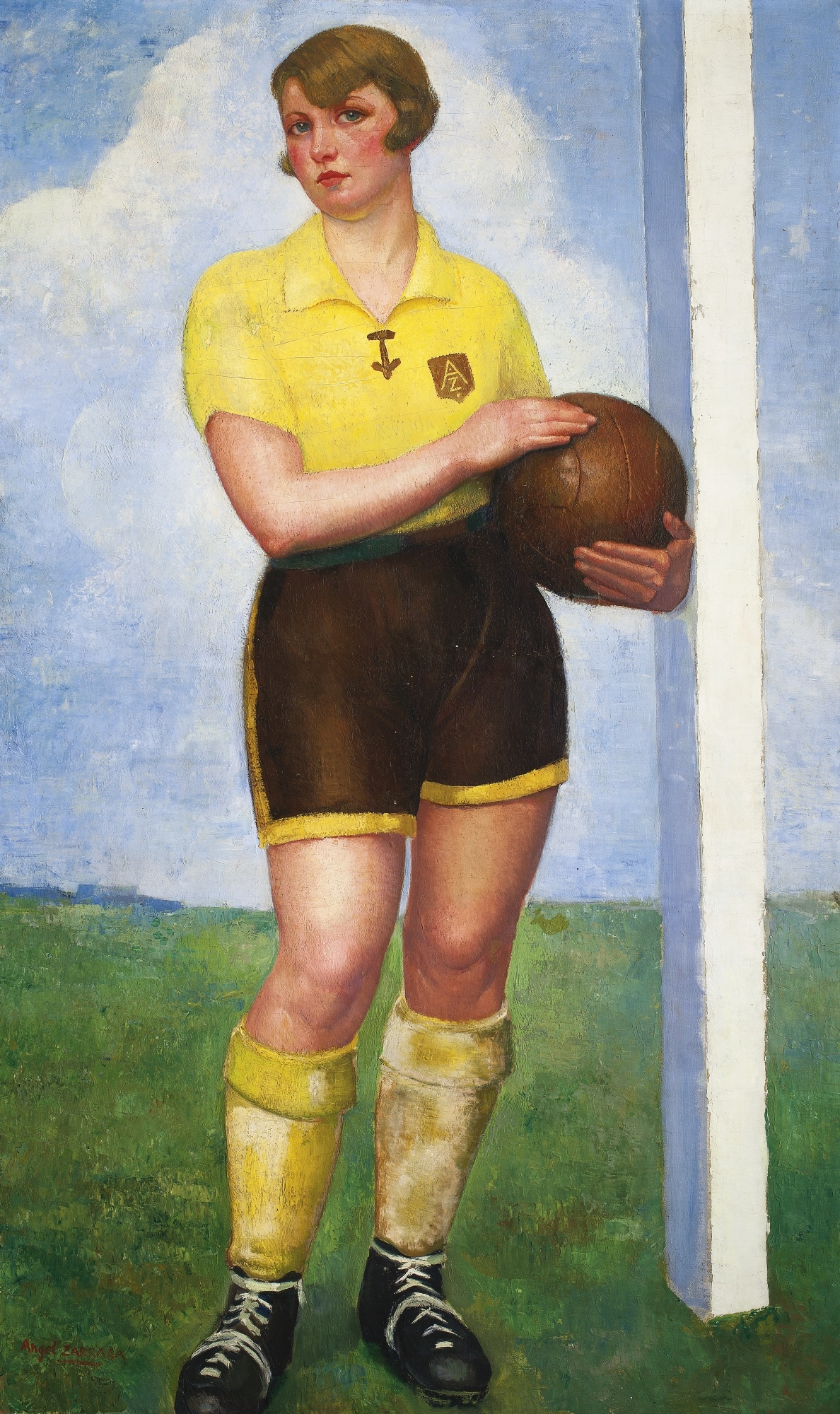
La calciatrice bionda, 1926
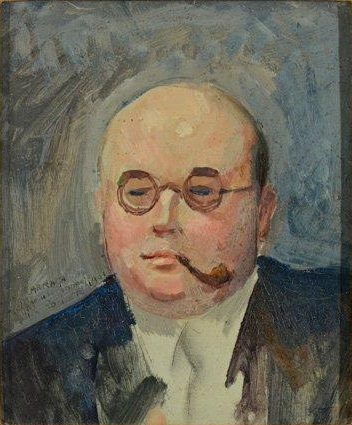
Lucien Romier, 1932